# Мачияма, Такатоши
Такатоши Мачияма (род. в городе Осака, Япония. 4 ноября 1991г.) — ведущий солист Национального академического Большого театра Республики Беларусь. Обладатель Золота IV международного конкурса артистов балета в Стамбуле (2014 год), серебряной медали Международного конкурса артистов балета в Гонконге (2011).

## Биография
Такатоши Мачияма родился в Японии в городе Осака. Его старший брат профессионально занимался спортом — регби, а сестра была балетным педагогом. Она тренировала Такатоши Мачияма в Японии. У него был выбор продолжить балетное обучение в США, Европе или России, и он выбрал Академию русского балета имени А. Я. Вагановой, чтобы научиться русскому классическому балету.
В 2011 году стал выпускником Академии Русского балета им. А. Я. Вагановой. Учился в классе Б. Брегвадзе.
В 2011 году начал работать в труппе Национального академического Большого театра оперы и балета Республики Беларусь. В этом же году завоевал серебряную медаль Международного конкурса артистов балета в Гонконге. На сцене театра в Минске дебютировал в балете «Щелкунчик».
В 2012 году стал дипломантом XII Открытого конкурса артистов балета России «Арабеск-2012» им. Екатерины Максимовой, а в 2013 году — дипломантом международного конкурса артистов балета в Москве. В 2014 году завоевал золотую медаль IV международного конкурса артистов балета в Стамбуле. Обладатель почётной награды от японского города Сакаи.
В 2016 году в Хельсинки стал лауреатом 3-й премии Международного балетного конкурса.
В 2016 году начал работать в качестве ассистента балетмейстера-постановщика Александра Тихомирова. Участвовал в постановке спектаклей «Сонеты» и «Орр и Ора».

## Репертуар
Такатоши Мачияма исполняет партию Нурали в «Бахчисарайском фонтане», Па-де-де в «Жизеле», Па-де-де в балете «Пламя Парижа», Актеона в «Эсмеральде», Голубую птицу в «Спящей красавице», Золотого Божка в «Баядерке», Меркуцио в «Ромео и Джульетте», гопак в балете «Тарас Бульба», партию Базиля в «Дон Кихоте», Фрондосо, Менго в «Лауренсии», Шута, Черного человека в «Витовте», Али, Бирбанто в «Корсаре», Дроссельмейра, Принца в «Щелкунчике», Мензера в балете «Семь красавиц», модеста в «Анюте», Орра в балете «Орр и Ора», Стражника и Чиполлино в балете «Чиполлино», Шута и Па-де-труа в «Лебедином озере».